# Генрикув (Томашовський повіт)
Генрикув (пол. Henryków) — село в Польщі, у гміні Любохня Томашовського повіту Лодзинського воєводства.
Населення — 140 осіб (2011).
У 1975-1998 роках село належало до Пйотрковського воєводства.

## Демографія
Демографічна структура станом на 31 березня 2011 року:
|          | Загалом | Допрацездатний вік | Працездатний вік | Постпрацездатний вік |
| -------- | ------- | ------------------ | ---------------- | -------------------- |
| Чоловіки | 67      | 12                 | 48               | 7                    |
| Жінки    | 73      | 14                 | 39               | 20                   |
| Разом    | 140     | 26                 | 87               | 27                   |